# Actinella fausta
Actinella fausta là một loài ofốc đất liền hô hấp trên cạn, là động vật thân mềm chân bụng có phổi sống trên cạn trong họ Hygromiidae.
Đây là loài đặc hữu của Bồ Đào Nha. Nó bị đe dọa do mất môi trường sống.